# Lúixine
Lúixine (en (ucraïnès): Лушине en rus: Лушино, Lúixino) és un poble de la República Autònoma de Crimea a Ucraïna, que el 2014 tenia 214 habitants. Pertany al districte rural de Saki.